# Gonomyia (Leiponeura) rogeziana
Gonomyia (Leiponeura) rogeziana is een tweevleugelige uit de familie steltmuggen (Limoniidae). De soort komt voor in het Afrotropisch gebied.